# Direction générale de la Santé et de la Sécurité alimentaire
La direction générale de la Santé et de la Sécurité alimentaire (DG SANTE), anciennement direction générale de la Santé et des Consommateurs (DG SANCO), est l'un des services administratifs de la Commission européenne. Sa tâche est de proposer des mises à jour et surveiller la mise en application de la législation européenne en matière de sécurité des denrées alimentaires et de protection de la santé humaine au niveau de l'Union européenne.
Cette administration est placée sous la responsabilité de la Commissaire Stella Kyriakides. Depuis octobre 2020, elle est dirigée par Sandra Gallina.